# La riconquista di Mompracem
La riconquista di Mompracem è un romanzo di avventura del 1908 di Emilio Salgari, originariamente pubblicato dall'editore Bemporad di Firenze con il titolo La riconquista del Mompracem. 
Si tratta dell'ottavo capitolo della saga nota come ciclo indo-malese, nonché l'ultimo ambientato in Malaysia. Secondo una tradizione letteraria ed editoriale ormai consolidata, il romanzo sarebbe da considerarsi, peraltro, il titolo apripista del cosiddetto "Secondo ciclo di Sandokan". L'idea alla base di questa scansione riposa su una particolare volontà dell'autore: Salgari, infatti, dopo sette romanzi ispirati alle storie indo-malesi, deve riproporre al pubblico, in maniera quanto più credibile, i personaggi del ciclo, che stanno oramai attraversando una fase di immancabile mutazione e maturazione. Il pirata malese Sandokan, però, ha lasciato nell'immaginario dei lettori un'immagine di sé fin troppo chiara ed autorevole, che mal si presta, dunque, a rischiose rivisitazioni; il Salgari "maturo", allora, con una scelta letteraria coraggiosa e sorprendente, lascia sullo sfondo l'eroe, ormai cinquantenne, e trova la chiave di volta del nuovo ciclo nel personaggio di Yanez de Gomera, suo fraterno amico e luogotenente, altrove rappresentato come «il comprimario con un fascino sempre vincente». Yanez, quindi, diventa il perno del secondo (e più breve) ciclo di romanzi.
La gestazione de La riconquista del Mompracem risale, peraltro, ad un periodo piuttosto critico per l'autore: Salgari, stretto tra i tanti debiti accumulati e le incessanti richieste dei vari editori che ne pubblicavano i romanzi, era nel pieno di una produzione da autentico compulsive writer. Tale ritmo incalzante avrebbe finito per forzarne la vena artistica, portando ad una perdita di qualità letteraria la sua ultima produzione; l'impossibilità di rileggere e correggere, infatti, è una costante degli ultimi episodi della saga, spesso caratterizzati da disordine narrativo, banalità in alcune scelte letterarie e frequenti ripetizioni di schemi narrativi assurti ormai a cliché. La riconquista del Mompracem, a ben vedere, propone uno schema narrativo già visto e sperimentato ne Le tigri di Mompracem, I pirati della Malesia e portato a perfezione in Alla conquista di un impero: Yanez, sotto falsa identità, si intrufola alla corte del nemico per destabilizzarne il regno, mentre Sandokan, alla guida dei suoi tigrotti, attende nascosto il momento più opportuno per intervenire.

## Trama
Sandokan e Yanez, ormai cinquantenni e un po' annoiati dalla vita da rajah che conducono rispettivamente a Kili Balù e in Assam, vogliono a tutti i costi riconquistare lo scoglio di Mompracem, dal quale hanno per anni sfidato gli invasori europei durante la loro gioventù. Mompracem è però attualmente occupata dal Sultano di Varauni, Selim-Bargasci-Amparlang, posto da inglesi e olandesi a mo' di fantoccio a controllore dell'isola. Yanez riesce a intrufolarsi a corte del potente, esibendo le credenziali di un ambasciatore inglese intercettato in mare.
Nonostante l'aiuto della bella e coraggiosa lady olandese Lucy Wan Harter (che ha a cuore le sorti di Sandokan e dei suoi amici), Yanez non riesce del tutto a convincere il sovrano, quindi è costretto a rapirlo e portarlo su uno dei suoi praho. Sandokan, intanto, ha condotto via terra i suoi tigrotti alle porte del regno di Varauni: presi tra due fuochi, gli uomini del sultano perdono la decisiva battaglia in mare.
A Sandokan e Yanez, però, non interessa la testa del sultano, né il suo regno, quindi lo costringono ad un armistizio che gli permetta di rientrare definitivamente in possesso del loro scoglio, per entrambi intriso di ricordi.

## Adattamenti
- Nel 1977, fu prodotto il film La tigre è ancora viva: Sandokan alla riscossa!, che può considerarsi una sorta di trasposizione dei fatti che, nel romanzo, portano le tigri della Malesia alla riconquista di Mompracem. Nel film, non mancano personaggi e situazioni appartenenti ad altri capitoli del ciclo, tra tutti, I pirati della Malesia e, in misura molto minore, Sandokan alla riscossa.